# Boiga siamensis
Boiga siamensis är en ormart som beskrevs av Nutaphand 1971. Boiga siamensis ingår i släktet Boiga och familjen snokar. Inga underarter finns listade.
Arten förekommer i östra och nordöstra Indien samt över Bangladesh, Myanmar, Thailand, Laos och Kambodja fram till Vietnam och nordvästra Malaysia. Honor lägger ägg. Ormen lever i låglandet och i kulliga områden upp till 600 meter över havet. Den vistas i lövfällande och städsegröna skogar.
Beståndet hotas regionalt av landskapsförändringar. Hela populationen anses vara stor. IUCN listar arten som livskraftig (LC).